# 花枕绶贝
花枕绶贝（学名：Mauritia eglantina）又稱花枕宝螺（Cypraea eglantina），为宝贝科绶贝属的动物。分布範圍北起日本南部，向南经菲律宾、印度尼西亚至澳大利亚，东自马绍尔群岛、菲尼克斯群岛、萨莫亚群岛，向西经诸岛屿至爪哇海域，也見於台湾岛等地，常栖息于浅海岩礁质的海底，常隐藏在礁石的空隙间或礁石块下面。该物种的模式产地在夸贾林环礁马绍尔群岛。